# Open Account
Open Account, im deutschsprachigen Zahlungsverkehr auch als Kauf gegen Rechnung bekannt, ist eine Zahlungsmodalität, bei der die Ware vom Verkäufer geliefert wird, bevor der Käufer sie bezahlt hat. Der Verkäufer räumt dem Käufer einen Lieferantenkredit ein und vertraut darauf, dass der Käufer die Rechnung zu den vereinbarten Zahlungsbedingungen begleicht.
Im internationalen Warenverkehr ist Open Account mit nahezu 80 % der Transaktionen die übliche Zahlungsmethode.